# Новый Аткуль
Новый Аткуль (баш. Яңы Аткүл) — деревня в Калтасинском районе Республики Башкортостан Российской Федерации. Входит в состав Нижнекачмашевского сельсовета. 

## География

### Географическое положение
Расстояние до:
- районного центра (Калтасы): 6 км,
- центра сельсовета (Нижний Качмаш): 1 км,
- ближайшей ж/д станции (Янаул): 65 км.

## Население
| 2002 | 2009 | 2010 |
| ---- | ---- | ---- |
| 97   | ↗99  | ↘68  |

Национальный состав
Согласно переписи 2002 года, преобладающая национальность — башкиры (70 %).